# حادثة الحرم المكي 1979
حادثة الحرم المكي أو حصار الكعبة أو حادثة جهيمان هو هجوم مسلح وحصار للحرم المكي نفذته جماعة مسلحة في 1 محرم 1400 الموافق 20 نوفمبر 1979، حين استولى أكثر من 200 مسلح على الحرم المكي وهو من مقدسات المسلمين، مدعين ظهور المهدي المنتظر، وذلك إبان عهد الملك خالد بن عبد العزيز. هزت العملية العالم الإسلامي برمته، فقد وقعت مع فجر أول يوم في القرن الهجري الجديد، وتسببت بسفك للدماء في باحة الحرم المكي، وأودت بحياة مصلين مدنيين، ورجال أمن، ومسلحين متحصنين داخل الحرم. الكثير من المسلمين شجبوها وأنكروها ووقفوا ضدها.

## خلفية دينية وتاريخية وسياسية
يؤمن أهل السنة والجماعة بقدوم مجددين للدين كل مئة عام مستندين في ذلك إلى الحديث الذي رواه أبو داود في سننه أن النبي محمداً صلى الله عليه وسلم قال: 
| ” | إنَّ اللهَ يَبعثُ لهذِهِ الأُمَّةِ على رأْسِ كلِّ مِائةِ سنةٍ مَنْ يُجدِّدُ لها دِينَها | “ |
|   |                                                               |   |

وهو حديث صحيح كما يؤمن المسلمون بقدوم المهدي والذي ينتسب إلى آل بيت الرسول صلى الله عليه وعلى آله وصحبه، وأن اسمه محمد المهدي كما في إحدى الروايات. أطراف المعادلة أصبحت كاملة من وجهة نظر جهيمان العتيبي قائد العملية، القرن هجريّ الجديد قادم، وصهره ورفيقه يسمّى «محمد بن عبد الله»، و«الفساد» مستشر، و«البعد» عن الصراط المستقيم ظاهر، إذن، لم يبق إلا بيت الله الحرام ليلوذ إليه «المهدي المنتظر»، وتتحقق البشارة.
وفي سياق آخر كان نشاط التيارات الإسلامية في أوجه، بداية بحركة الإخوان المسلمين في مصر، وبدء تشكل التيارات الإسلامية في بعض المناطق السعودية والعالم العربي، والتحركات الإسلامية في سوريا، ومن جانب آخر إبرام معاهدة كامب ديفد، وما يبدو من أنه بدء الاعتراف العربي الرسمي بانتهاء عهد الحروب مع إسرائيل وبدء الاعتراف بوجودها الطبيعي، وأخيراً انتصار الثورة الإسلامية في إيران الذي ولّد لدى تيارات إسلامية أخرى تصور إمكانية تكرار مشابه لما فعله الخميني في إيران، وتخوف الحكومات العربية والعالمية في نفس الوقت من نجاح حركات إسلامية في السيطرة على بلدان أخرى في المنطقة، ونشوء دول أو جمهوريات إسلامية خارج نطاق السيطرة. ومن الجدير بالذكر أن أحداث الحرم بدأت بعد 16 يوماً على بدء أزمة الرهائن في السفارة الأمريكية في طهران.

## مبررات الهجوم

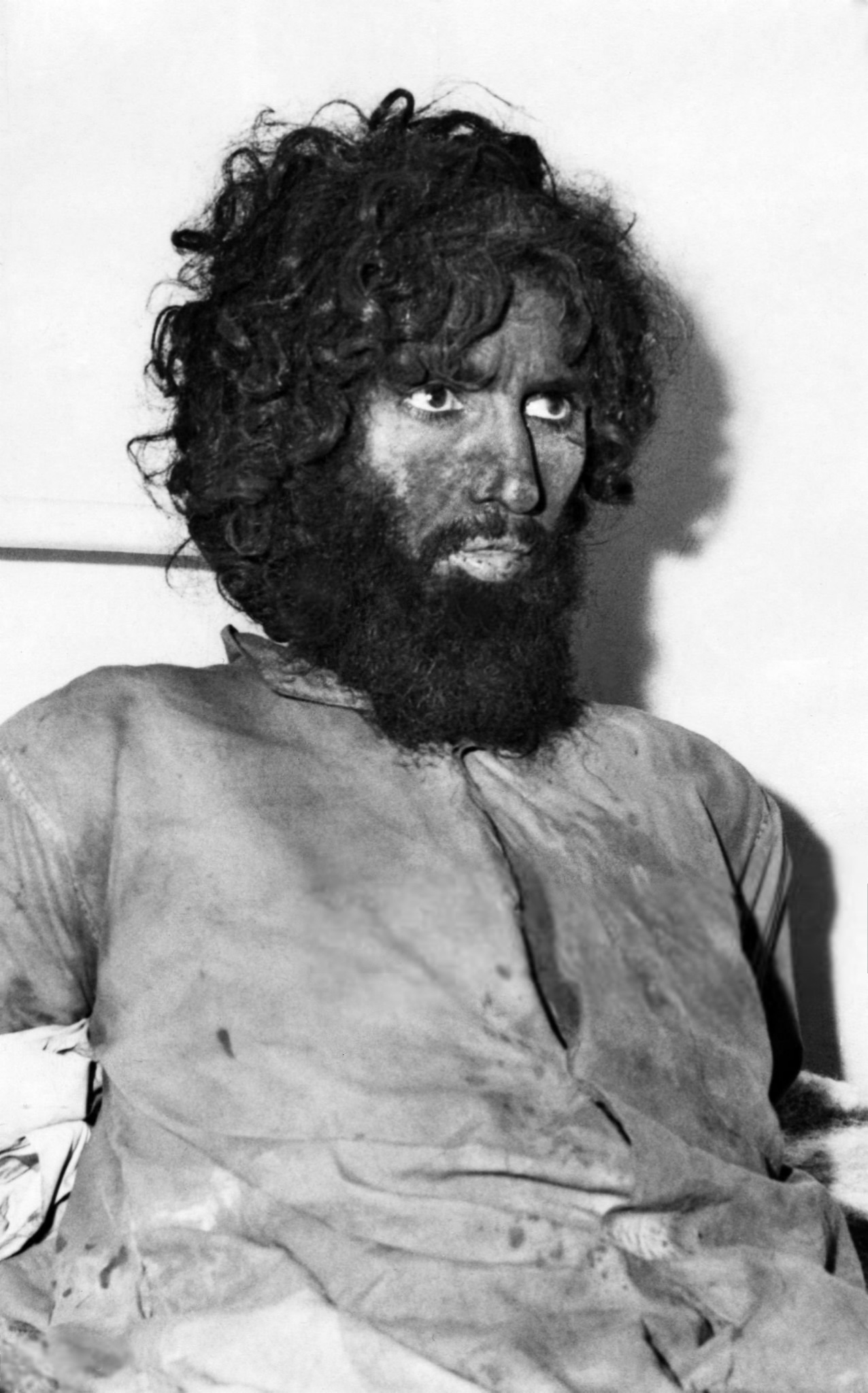
جهيمان العتيبي

برر جهيمان العتيبي قائد العملية هجومه باعتباره نصرة للمهدي المنتظر الذي سيملأ الأرض قسطًا وعدلا كما ملئت فجورًا وظلما والدعوة إلى مبايعة محمد عبد الله القحطاني، خليفة للمسلمين، وإماماً لهم على أنه المهدي المنتظر.

## الأحداث

### ساعة الصفر
بعد صلاة الفجر يوم 1 محرم 1400هـ الموافق 20 نوفمبر/تشرين الثاني 1979م، وقف جهيمان العتيبي وبجانبه محمد عبد الله القحطاني، ليعلن أمام المصلين خروج المهدي، وطلب منهم مبايعة محمد القحطاني باعتباره المهدي الواجب اتباعه، وفي هذه الأثناء، قامت مجموعة من الرجال التابعين له "والذين تبين فيما بعد أنهم من 12 دولة مختلفة بينهم أمريكان وقاموا باستخراج أسلحة خفيفة من توابيت أدخلت قبل الصلاة باعتبارها تحوي على جثامين لموتى للصلاة عليهم في المسجد، ولكنها كانت معبأة بالأسلحة والذخيرة بدل من ذلك، وتمكن المسلحون من إغلاق الأبواب وسد المنافذ الحرم والتحصن بداخله، وتمكن عدد من المصلين الذين كانوا داخل الحرم لتأدية صلاة الفجر من الفرار أما الباقون و"يقدر عددهم بمائة ألف" فيبدو أن الكثير منهم اضطروا بشكل أو بآخر إلى مبايعة محمد عبد الله القحطاني باعتباره المهدي المنتظر.
وعلى الرغم من التخطيط المحكم للعملية، إلا أنها استهلت بمقتل أحد الحراس على يد أحد المسلحين المنفعلين، وهو أمر يمثل خرقاً واضحاً وعظيماً لحرمة البيت الحرام. حيث يحرم سفك الدماء. ومن المؤكد أن جهيمان ألقى خطبة عبر مآذن الحرم أثناء الحصار، وقد بثتها الإذاعات العربية والعالمية وكانت تحوي على الكثير من الخطب والاتهامات للأسرة الحاكمة السعودية وبعض الاعتراضات على نمط الحياة العامة للناس وكيف استشرى الفساد وكان صداها يتردد بين جبال مكة وأحياءها في أوقات متفرقة، كما تم توجيه دعوات إلى أهل مكة والقوات السعودية الخاصة التي تحاصر الحرم للتوبة والانضمام إلى المسلحين ومبايعة المهدي.

### إصدار فتوى تُبيح التدخّل
وجدت الحكومة السعودية نفسها محرجة ومكبلة في مواجهة العملية، وبدت كما لو أنها مصابة بالشلل. وتحدث بعض المحللين بأنها تعاملت مع حادثة الحرم على أنها محاولة انقلابية تستهدف الإطاحة بالنظام السعودي بأسره، الأمر الذي خلق جواً عاماً من الريبة في كل أنحاء المملكة. وكان لا بد قبل الشروع في أي عمل عسكري من استصدار فتوى تبيح التدخل بالقوة وإدخال الأسلحة إلى داخل الحرم المكي لإنهاء الحصار، وتمكنت السلطات، حسب بعض المصادر، من الحصول "على أصوات 32 من كبار العلماء لاستخدام القوة ضد حركة جهيمان.

### بدء الهجوم
بعد إصدار فتوى تبيح اقتحام المسجد الحرام بالأسلحة تم الهجوم.

### اقتحام المسجد والقضاء على المسلحين

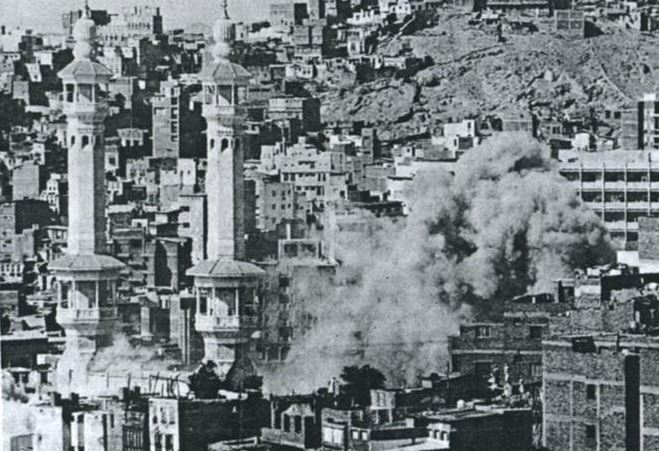
الدخان يتصاعد من الحرم المكي خلال إقتحام رواق الصفا والمروة.

في العاشرة صباحًا (حسب بعض المصادر) من يوم الثلاثاء 14 محرم 1400هـ الموافق 4 ديسمبر/كانون الأول 1979م وبعد انقضاء أسبوعين على الحصار، بدأ الهجوم واستمر حتى حلول المساء حيث تمكنت قوة سعودية من الاستيلاء على الموقع وتحرير الرهائن في معركة تركت وراءها نحو 28 قتيلاً من الإرهابيين وقرابة 17 جريح من قوات الأمن والمصلين، وتم إخراج الباقيين أحياء ومنهم جهيمان العتيبي الذي أُعدم فيما بعد.

### إعدام المتبقين

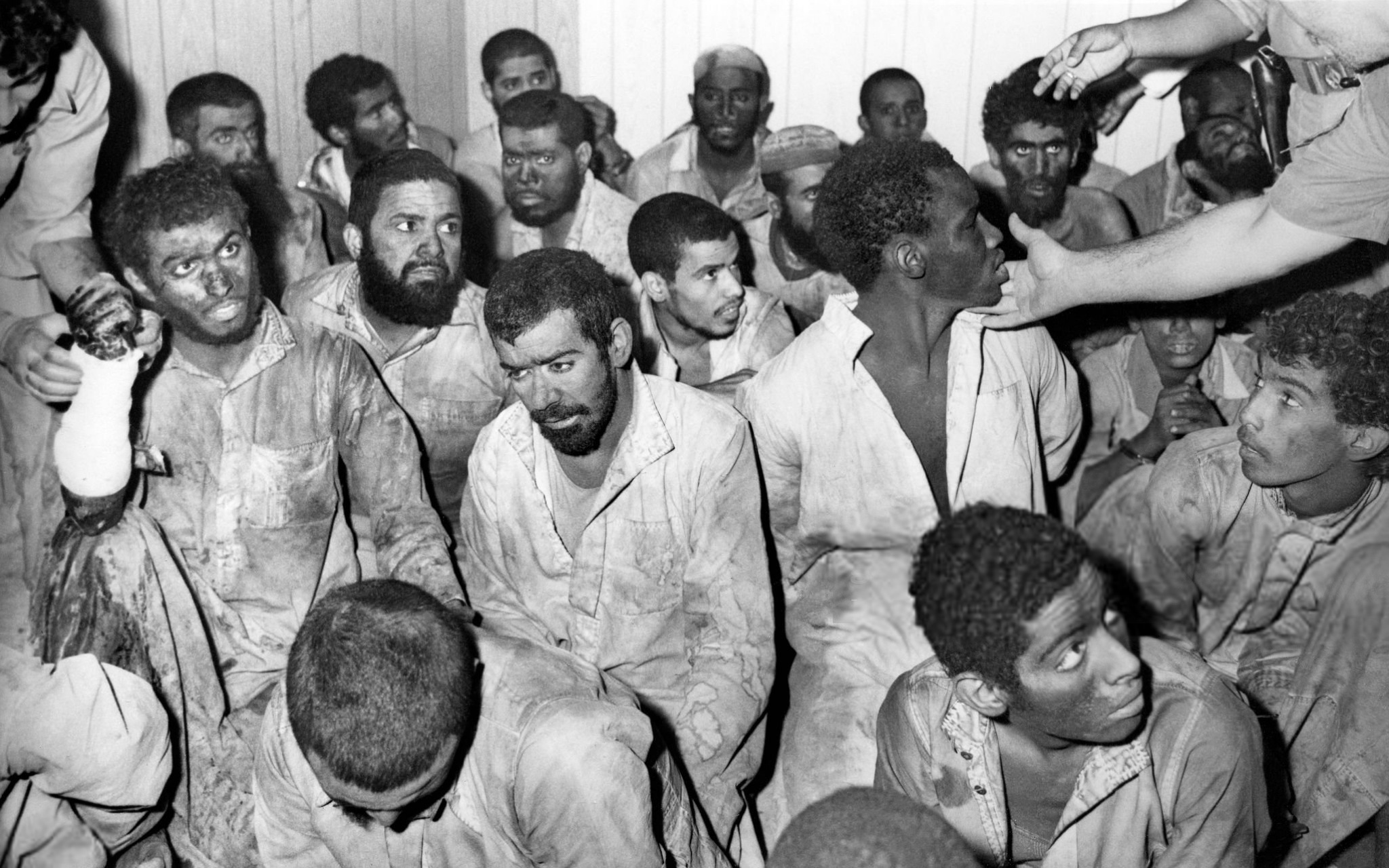
متمردون ناجون محتجزون لدى السلطات السعودية.

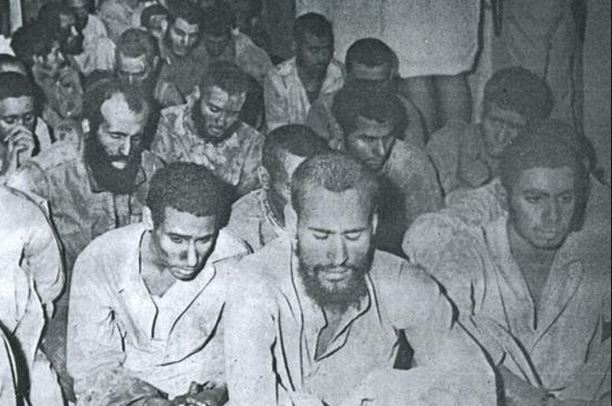
متمردون ناجون محتجزون لدى السلطات السعودية.

تم أسر من تبقى على قيد الحياة ومن بينهم جهيمان العتيبي، في حين كان محمد بن عبد الله القحطاني بين القتلى. ونفذ في الناجين حكم الإعدام يوم الأربعاء 21 صفر عام 1400هـ الموافق لـ 9 يناير/كانون الثاني 1980م بعد أن قسموا إلى أربع مجموعات أعدم أفرادها في ساحات أربع مدن رئيسية في البلاد.

## الرواية غير الرسمية
رغم أن الرواية الرسمية السعودية ضلت إلى حد بعيد متمسكة بأن الجيش السعودي وحده هو الذي تولى عملية تحرير الحرم. فإن بعض الروايات الأخرى قد أكدت أن دولا أجنبية أسهمت في تحرير الحرم المكي من الجماعة المسلحة. وحسب تقرير بثّته قناة الجزيرة فإن العملية انطلقت فجر يوم 20 نوفمبر 1979، عندما اقتحمت جماعة مسلحة يقودها جهيمان العتيبي الحرم المكي، وأغلقوا جميع مخارجه وأبوابه، لحقها عملية الاستيلاء على مكبرات الأصوت، وتحدث جهيمان للحجاج، التي قدرت أعدادهم أنذاك بخمسين ألف حاج ومصل يستعدون لصلاة الفجر، وقد طلب قائد العملية من غفور المصلين الإطاحة بآل سعود الذين خرجوا عن تعاليم الدين وأصوله، وأراد منهم مبايعة صهره محمد عبد الله القحطاني الذي كان يعتقد بأنه المهدي المنتظر.
أثناء ذلك تمكن إمام الحرم من الهروب، وتداولت بعض التقارير وصوله إلى القصر الملكي في وقت ما من الصباح. أصدر العاهل السعودي في نفس اليوم أوامره للحرس الملكي بتحرير الحرم، وتخليصه من المسلحين. وباءت العملية بالفشل بعد مقاومة كبيرة من المسلحين، إذ أكدت إحدى الوثائق الأمريكية بتاريخ 1979/11/24، الموجهة إلى وزارة الخارجية الأميركية وأشارت إلى أن السعودية استعانت بطيارين أميركيين، للتحليق فوق الحرم، الذين عاينوا وقوع أضرار كبرى بالحرم المكي.
ولخطورة الموقف بعد فشل المحاولة الأولى وضعت القيادة السعودية عددا من الخطط لتحرير الحرم، منها إغراقه بالمياه، ثم تسريب الكهرباء وصعق المتمردين، وهو ما بدى أمرا صعب التحقيق مع امكانية وقوع عدد كبير قتلى بين المدنيين من الحجاج.
ومع ازدياد خطورة الموقف والإحراج الذي وقعت فيه المملكة خصوصا بعد تواتر الإشاعات لم يكن هناك من حل سوى اللجوء إلى المساعادات الأجنبية، وبموجب تكليف رسمي فرنسي، ومن الرئيس الأسبق فاليري جيسكار ديستان؛ توجه باريل واثنان من زملائه؛ أحدهما يدعى كريسيتان لامبرت، وكان ثلاثتهم من أشهر القناصة في العالم في ذلك الوقت إلى الرياض، والتقوا العاهل السعودي خالد بن عبد العزيز آل سعود وكبار القادة العسكريين.
وبغياب المعلومات عن أماكن تواجد المسلحين وأعدادهم تولى الوفد العسكري الفرنسي تقدير الموقف والإعداد لخطة محكمة لتحرير الحرم قامت الخطة الفرنسية على استهداف القناصة للعتيبي وأتباعه المتواجدين في الأماكن المرتفعة بالحرم، وإجبارهم على التوجه للطوابق السفلية، انطلقت العملية بشكل فعلي صبيحة يوم 1979/12/4 عبر محاصرة الحرم من كل الجهات ورمي الغاز على أماكن تواجد المسلحين، وانتهت بالسيطرة الكلية على الحرم ومقتل غالبية المتمردين وأسر البقية. فيما خلفت مقتل ما يقارب 5000 شخص غالبيتهم من المدنيين والمصلين.

## مزاعم بتورط عائلة بن لادن
زعمت بعض المصادر وجود صلات لعائلة بن لادن في الحادثة، وقد تناقلت الألسن أن أخاً غير شقيق لأسامة بن لادن يدعى (محروس بن لادن) اعتقل على إثر الحادثة بتهمة التعاطف مع الحركة (مصادر أخرى تقول بأنه شارك في العملية)، لكنه برئ وأطلق سراحه في ما بعد. وذكرت بعض التحاليل أن محروس ربما كان عميلاً مزدوجاً.
وتؤكد مصادر أخرى أن شركة بن لادن ساعدت الحكومة في عملية المداهمة من خلال تقديم مخططات مفصلة للبناء باعتبارها الشركة التي رعت توسعة المسجد الحرام عام 1393هـ / 1973م؛ مما ساعد قوات المداهمة ـ حسب المصادر نفسها ـ على تتبع بعض العناصر المسلحة الذين حاولوا الهروب عبر أقنية المياه، والقيام بضخ المياه في تلك الأقنية لإجبارهم على الخروج منها.
ويذكر أن أسامة بن لادن علق في أحد خطبه على الحادثة بقوله: «كان يمكن حل تلك الأزمة بغير قتال، كما اتفق العقلاء في ذلك الحين، وإنما كان الموقف يحتاج إلى بعض الوقت وخاصة أن الموجودين في الحرم بضع عشرات، وأسلحتهم خفيفة، أكثرها بنادق صيد، وذخيرتهم قليلة وهم مُحاصَرون، ولكن عدو الله... فعل ما لم يفعله الحجاج من قبل، فعاند وخالف الجميع، ودفع بالمجنزرات والمصفحات إلى داخل الحرم، ولا زلتُ أذكرُ أثر المجنزرات على بلاط الحرم ولا حول ولا قوة إلا بالله، ولا زال الناس يتذكرون المآذن يكسوها السواد بعد قصفها بالدبابات، إنّا لله وإنا إليه راجعون».

## من نتائج الحادثة
- صرح الخميني من إيران بأن الولايات المتحدة الأمريكية تقف وراء هذه الحادثة، وقد تسببت تلك المزاعم في سريان حالة من الغليان في المنطقة. الجموع الغاضبة اقتحمت مبنى السفارة الأمريكية في العاصمة الباكستانية إسلام آباد في اليوم التالي لبدء العملية وحطمته تماماً ثم أحرقته، وفي 13 محرم 1400هـ الموافق لـ 2 ديسمبر 1979م أحرق متظاهرون ليبيون مبنى السفارة الأمريكية في العاصمة الليبية.
- تبين أن جهيمان كان عضواً سابقاً في الحرس الوطني السعودي.
- أشار مصدر آخر الرئيس المصري الراحل أنور السادات وفي خضم تبادل اتهامات عبر وسائل الإعلام ما بين مصر والسعودية، هدد بنشر نسخ سرية من التسجيلات الصوتية التي قامت جماعة جهيمان العتيبي المتحصنة في الحرم المكي ببثها عبر مآذن الحرم.
- بدأ الغزو السوفييتي لأفغانستان بعد اقتحام الحرم وانتهاء الحادثة بعشرين يوماً تقريباً، أمر قد يجد البعض له ارتباطاً بالحادثة وعلاقة ما بها. لكن المؤكد أن السياسة السعودية استفادت من الهجوم السوفييتي على أفغانستان لتفريغ طاقات التيارات الإسلامية في مواجهة عدو خارجي بعيد، فالتقت مصلحة أمريكا في منع السوفييت من الوصول إلى المياه الدافئة مع مصالح الحكومات العربية في تفريغ طاقات التيارات المتشددة في دول الخليج ومصر[7]، والسماح للجان التطوع بالعمل وجمع المجاهدين. فتم تصدير الأزمة بطريقة أو بأخرى نحو أفغانستان التي عادت لتصدرها ثانية بعد عشرين سنة مع هجمات الحادي عشر من أيلول/سبتمر 2001، وتمتد فيما بعد نحو العراق.
- كتب ياروسلاف تروفيموف كتاباً بعنوان عنوان (حصار مكة، الانتفاضة المنسية في أقدس الأماكن الإسلامية وولادة القاعدة) اعتمد فيه على مقابلات شخصية، ووثائق كانت محظورة وسرية من وزارة الخارجية الأميركية وغيرها، وخلص المؤلف فيها إلى أن الأسلوب الذي تم التعامل به مع «الحركة الجهيمانية» هو الذي أفضى في نهاية الأمر إلى ولادة القاعدة.

## في الإعلام
تكلم عن الحادثة العديد من وسائل الإعلام والبرامج التلفزيونية، وقد خصص برنامج ما خفي أعظم الذي عرض على قناة الجزيرة حلقة خاصة في استقصاء الحادث، وعرضت بتاريخ 2 فبراير 2020 بعنوان «جهيمان.. الرواية الأخرى» ، وكشف التحري والاستقصاء في البرنامج عن تفاصيل دقيقة للعملية الدامية لفك حصار الحرم المكي بتاريخ 1979/11/20، وحصل البرنامج على وثائق تثبت أن دولاً أجنبية أسهمت بتحرير الحرم المكي، ولقاء قائد الفريق الفرنسي «بول باريل» وأحدِ القناصة الفرنسيين «كريستيان لامبرت»، اللذين شاركا في العملية التي قضت على جماعة «جهيمان» داخل الحرم؛ وقدر الضابط الفرنسي «باريل» عدد قتلى عملية تحرير الحرم بين ثلاثة آلاف وخمسة آلاف.

## وصلات خارجية
- رابط تقرير بطول 45 دقيقة عن الحادثة
- تكملة الفيلم في الرابط هذا
- موقع كتاب «حصار مكة»
- «الجريمة المنسية».. جهيمان وقصة اقتحام الحرم المكي الشريف (ملف خاص)